# The Lone Ranger
The Lone Ranger és una pel·lícula western estatunidenca d'acció del 2013 dirigida per Gore Verbinski, distribuïda per Walt Disney Pictures i basada en la sèrie de televisió homònima ambientada en el Far West. És protagonitzada per Armie Hammer i Johnny Depp.

## Argument
En Tonto, el guerrer indi, explica com en John Reid, un antic defensor de la llei, ha esdevingut un justicier llegendari, The Lone Ranger. Aquests dos herois, amb l'ajuda de l'esperit de cavall, hauran d'aprendre a fer un equip per afrontar un món hostil i corrupte, així com per acomplir llurs venjances.

## Repartiment
- Armie Hammer
- Johnny Depp
- William Fichtner
- Tom Wilkinson
- Barry Pepper
- Ruth Wilson
- James Badge Dale
- Helena Bonham Carter

## Premis i nominacions

### Nominacions
- 2014: Oscar al millor maquillatge i pentinat per Joel Harlow i Gloria Pasqua Casny
- 2014: Oscar als millors efectes visuals per Tim Alexander, Gary Brozenich, Edson Williams i John Frazier